# Serra d'Agramunt
La Serra d'Agramunt és una serra a cavall dels municipis d'Agramunt i Castellserà a la comarca de l'Urgell, amb una elevació màxima de 377,2 metres.